# شياو يانغ
شياو يانغ (بالصينية: 肖扬) هو قاضي وسياسي صيني، ولد في 1 أغسطس 1938 في هيوان في الصين. حزبياً، نشط في الحزب الشيوعي الصيني. وقد انتخب وزير العدل في جمهورية الصين الشعبية (1993 – 1998) وانتخب رئيس محكمة الشعب العليا في الصين ‏ (1998 – 2008).